# دارفو بواریو ترمه
دارفو بواریو ترمه (به ایتالیایی: Darfo Boario Terme) یک چشمه آب گرم و کومونه در ایتالیا است که در استان برشا واقع شده‌است. دارفو بواریو ترمه ۳۶ کیلومتر مربع مساحت و ۱۵٬۸۳۸ نفر جمعیت دارد و ۲۲۰ متر بالاتر از سطح دریا واقع شده‌است.